# Doncaster Rovers Football Club
Il Doncaster Rovers Football Club, meglio noto come Doncaster Rovers o semplicemente Doncaster, è una società calcistica inglese con sede a Doncaster, South Yorkshire. Milita in Football League One, terza serie del campionato inglese di calcio.

## Storia
Fondata nel 1879 risulta una fra le più antiche società di calcio del Regno Unito.
Dopo anni di risultati altalenanti e non troppo entusiasmanti passati in Conference, nel 2003 riuscì ad ottenere la promozione in Division 3 (oggi Football League 2) e l'anno seguente in Football League 1.
Nel 2007 ha vinto il Football League Trophy battendo 3-2 il Bristol Rovers dopo i tempi supplementari; in precedenza nella stagione 1989-1990 era stato semifinalista nel medesimo torneo.
Nella stagione 2007-2008 ha vinto i play-off ed è approdata nel Football League Championship, la seconda serie del campionato inglese. Attualmente milita in Football League One, la terza divisione del calcio inglese, dopo aver ottenuto la promozione con il terzo posto in Football League Two nella stagione 2016-2017.

## Stadio
Dopo 85 anni trascorsi allo stadio Belle Vue nel 2007 è stato inaugurato il nuovo impianto costato 32 milioni di sterline. Il nuovo impianto ha 15.231 posti seduti coperti ma prevede la possibilità dell'inserimenti di un nuovo modulo per innalzarne la capienza a 20.000. Il Keepmoat Stadium è stato realizzato rispettando tutte le normative per permettere di disputare anche partite in campo europeo.

## Rosa

### 2023-2024
Rosa aggiornata al 20 settembre 2023
| N. |                              | Ruolo | Calciatore              |
| -- | ---------------------------- | ----- | ----------------------- |
| 1  | Inghilterra (bandiera)       | P     | Louis Jones             |
| 2  | Inghilterra (bandiera)       | D     | Kyle Knoyle             |
| 4  | Inghilterra (bandiera)       | D     | Tom Anderson            |
| 5  | Inghilterra (bandiera)       | D     | Joseph Olowu            |
| 6  | Inghilterra (bandiera)       | D     | Richard Wood (capitano) |
| 7  | Inghilterra (bandiera)       | A     | Omar Bogle              |
| 8  | Inghilterra (bandiera)       | C     | Ben Close               |
| 9  | Nigeria (bandiera)           | C     | Fejiri Okenabirhie      |
| 10 | Inghilterra (bandiera)       | C     | Tommy Rowe              |
| 11 | Inghilterra (bandiera)       | C     | Jon Taylor              |
| 14 | Inghilterra (bandiera)       | C     | Matt Smith              |
| 15 | Trinidad e Tobago (bandiera) | C     | John Bostock            |
| 16 | Inghilterra (bandiera)       | C     | Aidan Barlow            |
| 17 | Inghilterra (bandiera)       | A     | Jordy Hiwula            |

| N. |                             | Ruolo | Calciatore      |
| -- | --------------------------- | ----- | --------------- |
| 18 | Inghilterra (bandiera)      | C     | Ed Williams     |
| 19 | Inghilterra (bandiera)      | D     | Charlie Seaman  |
| 20 | Inghilterra (bandiera)      | C     | Joe Dodoo       |
| 21 | Turchia (bandiera)          | A     | Tiago Cukur     |
| 22 | Irlanda del Nord (bandiera) | C     | Ethan Galbraith |
| 23 | Inghilterra (bandiera)      | C     | Dan Gardner     |
| 24 | Inghilterra (bandiera)      | D     | Cameron John    |
| 25 | Inghilterra (bandiera)      | C     | Kieran Agard    |
| 27 | Inghilterra (bandiera)      | C     | Anthony Greaves |
| 28 | Inghilterra (bandiera)      | D     | Branden Horton  |
| 30 | Inghilterra (bandiera)      | D     | Ben Blythe      |
| 31 | Irlanda del Nord (bandiera) | A     | Caolan Lavery   |
| 32 | Inghilterra (bandiera)      | P     | Ben Bottomley   |
|    | Inghilterra (bandiera)      | C     | Lirak Hasani    |

### 2022-2023
Rosa aggiornata al 1º marzo 2023
| N. |                              | Ruolo | Calciatore         |
| -- | ---------------------------- | ----- | ------------------ |
| 1  | Inghilterra (bandiera)       | P     | Louis Jones        |
| 2  | Inghilterra (bandiera)       | D     | Kyle Knoyle        |
| 4  | Inghilterra (bandiera)       | D     | Tom Anderson       |
| 5  | Inghilterra (bandiera)       | D     | Joseph Olowu       |
| 6  | Grenada (bandiera)           | C     | Ro-Shaun Williams  |
| 7  | Inghilterra (bandiera)       | A     | Omar Bogle         |
| 8  | Inghilterra (bandiera)       | C     | Ben Close          |
| 9  | Nigeria (bandiera)           | C     | Fejiri Okenabirhie |
| 10 | Inghilterra (bandiera)       | C     | Tommy Rowe         |
| 11 | Inghilterra (bandiera)       | C     | Jon Taylor         |
| 14 | Inghilterra (bandiera)       | C     | Matt Smith         |
| 15 | Trinidad e Tobago (bandiera) | C     | John Bostock       |
| 16 | Inghilterra (bandiera)       | C     | Aidan Barlow       |
| 17 | Inghilterra (bandiera)       | A     | Jordy Hiwula       |

| N. |                             | Ruolo | Calciatore      |
| -- | --------------------------- | ----- | --------------- |
| 18 | Inghilterra (bandiera)      | C     | Ed Williams     |
| 19 | Inghilterra (bandiera)      | D     | Charlie Seaman  |
| 20 | Inghilterra (bandiera)      | C     | Joe Dodoo       |
| 21 | Turchia (bandiera)          | A     | Tiago Cukur     |
| 22 | Irlanda del Nord (bandiera) | C     | Ethan Galbraith |
| 23 | Inghilterra (bandiera)      | C     | Dan Gardner     |
| 24 | Inghilterra (bandiera)      | D     | Cameron John    |
| 25 | Inghilterra (bandiera)      | C     | Kieran Agard    |
| 27 | Inghilterra (bandiera)      | C     | Anthony Greaves |
| 28 | Inghilterra (bandiera)      | D     | Branden Horton  |
| 30 | Inghilterra (bandiera)      | D     | Ben Blythe      |
| 31 | Irlanda del Nord (bandiera) | A     | Caolan Lavery   |
| 32 | Inghilterra (bandiera)      | P     | Ben Bottomley   |
|    | Inghilterra (bandiera)      | C     | Lirak Hasani    |

### 2021-2022
Rosa aggiornata al 17 gennaio 2022
| N. |                              | Ruolo | Calciatore         |
| -- | ---------------------------- | ----- | ------------------ |
| 1  | Inghilterra (bandiera)       | P     | Louis Jones        |
| 2  | Inghilterra (bandiera)       | D     | Kyle Knoyle        |
| 4  | Inghilterra (bandiera)       | D     | Tom Anderson       |
| 5  | Inghilterra (bandiera)       | D     | Joseph Olowu       |
| 6  | Grenada (bandiera)           | C     | Ro-Shaun Williams  |
| 7  | Inghilterra (bandiera)       | A     | Omar Bogle         |
| 8  | Inghilterra (bandiera)       | C     | Ben Close          |
| 9  | Nigeria (bandiera)           | C     | Fejiri Okenabirhie |
| 10 | Inghilterra (bandiera)       | C     | Tommy Rowe         |
| 11 | Inghilterra (bandiera)       | C     | Jon Taylor         |
| 14 | Inghilterra (bandiera)       | C     | Matt Smith         |
| 15 | Trinidad e Tobago (bandiera) | C     | John Bostock       |
| 16 | Inghilterra (bandiera)       | C     | Aidan Barlow       |
| 17 | Inghilterra (bandiera)       | A     | Jordy Hiwula       |

| N. |                             | Ruolo | Calciatore      |
| -- | --------------------------- | ----- | --------------- |
| 18 | Inghilterra (bandiera)      | C     | Ed Williams     |
| 19 | Inghilterra (bandiera)      | D     | Charlie Seaman  |
| 20 | Inghilterra (bandiera)      | C     | Joe Dodoo       |
| 21 | Turchia (bandiera)          | A     | Tiago Cukur     |
| 22 | Irlanda del Nord (bandiera) | C     | Ethan Galbraith |
| 23 | Inghilterra (bandiera)      | C     | Dan Gardner     |
| 24 | Inghilterra (bandiera)      | D     | Cameron John    |
| 25 | Inghilterra (bandiera)      | C     | Kieran Agard    |
| 27 | Inghilterra (bandiera)      | C     | Anthony Greaves |
| 28 | Inghilterra (bandiera)      | D     | Branden Horton  |
| 30 | Inghilterra (bandiera)      | D     | Ben Blythe      |
| 31 | Irlanda del Nord (bandiera) | C     | Liam Ravenhill  |
| 32 | Inghilterra (bandiera)      | P     | Ben Bottomley   |
|    | Inghilterra (bandiera)      | C     | Lirak Hasani    |

### 2020-2021
Rosa aggiornata al 26 gennaio 2021
| N. |                        | Ruolo | Calciatore         |
| -- | ---------------------- | ----- | ------------------ |
| 2  | Inghilterra (bandiera) | D     | Brad Halliday      |
| 3  | Inghilterra (bandiera) | D     | Reece James        |
| 4  | Inghilterra (bandiera) | D     | Tom Anderson       |
| 5  | Galles (bandiera)      | D     | Joe Wright         |
| 6  | Spagna (bandiera)      | C     | Madger Gomes       |
| 7  | Inghilterra (bandiera) | A     | Mallik Wilks       |
| 8  | Inghilterra (bandiera) | C     | Ben Whiteman       |
| 9  | Nigeria (bandiera)     | C     | Fejiri Okenabirhie |
| 10 | Belgio (bandiera)      | C     | Jason Lokilo       |
| 11 | Inghilterra (bandiera) | C     | Jon Taylor         |
| 13 | Inghilterra (bandiera) | P     | Louis Jones        |
| 14 | Galles (bandiera)      | C     | Matt Smith         |

| N. |                              | Ruolo | Calciatore      |
| -- | ---------------------------- | ----- | --------------- |
| 16 | Irlanda del Nord (bandiera)  | D     | Danny Amos      |
| 17 | Inghilterra (bandiera)       | C     | Taylor Richards |
| 18 | Inghilterra (bandiera)       | C     | Ed Williams     |
| 21 | Inghilterra (bandiera)       | D     | Andy Butler     |
| 24 | Inghilterra (bandiera)       | D     | Cameron John    |
| 26 | Inghilterra (bandiera)       | C     | James Coppinger |
| 28 | Inghilterra (bandiera)       | D     | Branden Horton  |
| 29 | Inghilterra (bandiera)       | C     | Lirak Hasani    |
| 30 | Inghilterra (bandiera)       | D     | Ben Blythe      |
|    | Inghilterra (bandiera)       | C     | Anthony Greaves |
|    | Trinidad e Tobago (bandiera) | C     | John Bostock    |

### 2019-2020
Rosa aggiornata al 9 novembre 2019
| N. |                             | Ruolo | Calciatore       |
| -- | --------------------------- | ----- | ---------------- |
| 1  | Irlanda (bandiera)          | P     | Ian Lawlor       |
| 2  | Inghilterra (bandiera)      | D     | Brad Halliday    |
| 3  | Inghilterra (bandiera)      | D     | Reece James      |
| 4  | Inghilterra (bandiera)      | D     | Tom Anderson     |
| 5  | Galles (bandiera)           | D     | Joe Wright       |
| 6  | Inghilterra (bandiera)      | D     | Ben Sheaf        |
| 7  | Inghilterra (bandiera)      | A     | Mallik Wilks     |
| 8  | Inghilterra (bandiera)      | C     | Ben Whiteman     |
| 10 | Inghilterra (bandiera)      | C     | Jon Taylor       |
| 11 | Inghilterra (bandiera)      | A     | Rakish Bingham   |
| 12 | Spagna (bandiera)           | C     | Madger Gomes     |
| 14 | Inghilterra (bandiera)      | A     | Kazaiah Sterling |
| 15 | Inghilterra (bandiera)      | D     | Alex Baptiste    |
| 16 | Irlanda del Nord (bandiera) | D     | Danny Amos       |
| 17 | Inghilterra (bandiera)      | C     | Matty Blair      |
| 19 | Inghilterra (bandiera)      | A     | Alfie May        |
| 20 | Irlanda (bandiera)          | D     | Shane Blaney     |

| N. |                        | Ruolo | Calciatore       |
| -- | ---------------------- | ----- | ---------------- |
| 21 | Inghilterra (bandiera) | A     | Will Longbottom  |
| 22 | Inghilterra (bandiera) | C     | Max Watters      |
| 23 | Inghilterra (bandiera) | A     | Alex Kiwomya     |
| 24 | Senegal (bandiera)     | P     | Seny Dieng       |
| 26 | Inghilterra (bandiera) | C     | James Coppinger  |
| 27 | Inghilterra (bandiera) | C     | Anthony Greaves  |
| 28 | Inghilterra (bandiera) | D     | Branden Horton   |
| 29 | Inghilterra (bandiera) | A     | Rieves Boocock   |
| 30 | Inghilterra (bandiera) | A     | Myron Gibbons    |
| 31 | Inghilterra (bandiera) | A     | Niall Ennis      |
| 32 | Inghilterra (bandiera) | D     | Cameron John     |
| 33 | Inghilterra (bandiera) | D     | Donervon Daniels |
| 34 | Inghilterra (bandiera) | A     | Harrison Myring  |
|    | Inghilterra (bandiera) | A     | Kwame Thomas     |
|    | Inghilterra (bandiera) | P     | Louis Jones      |
|    | Inghilterra (bandiera) | D     | Rian McLean      |
|    | Irlanda (bandiera)     | C     | Cody Prior       |

## Palmarès

### Competizioni nazionali
- Football League One: 1

2012-2013
- Football League Trophy: 1

2006-2007
- Third Division North: 3

1934-1935, 1946-1947, 1949-1950
- Campionato inglese di quarta divisione: 4

1965-1966, 1968-1969, 2003-2004, 2024-2025
- Conference League Cup: 2

1998-1999, 1999-2000

#### Competizioni regionali
- Sheffield and Hallamshire Senior Cup: 4

1890-1891, 1911-1912, 2000-2001, 2001-2022

### Altri piazzamenti
- Football League One:

Terzo posto: 2007-2008
- Third Division North:

Secondo posto: 1937-1938, 1938-1939
Terzo posto: 1948-1949
- Campionato inglese di quarta divisione:

Secondo posto: 1983-1984
Terzo posto: 1980-1981, 2016-2017
- Football Conference:

Terzo posto: 2002-2003

## Statistiche e record

### Partecipazione ai campionati
| Livello | Categoria            | Partecipazioni | Debutto   | Ultima stagione | Totale |
| ------- | -------------------- | -------------- | --------- | --------------- | ------ |
| 2º      | Second Division      | 14             | 1901-1902 | 1957-1958       | 19     |
| 2º      | Championship         | 5              | 2008-2009 | 2013-2014       | 19     |
| 3º      | Third Division North | 17             | 1923-1924 | 1949-1950       | 39     |
| 3º      | Third Division       | 10             | 1958-1959 | 1987-1988       | 39     |
| 3º      | League One           | 12             | 2004-2005 | 2021-2022       | 39     |
| 4º      | Fourth Division      | 24             | 1959-1960 | 1991-1992       | 36     |
| 4º      | Third Division       | 7              | 1992-1993 | 2003-2004       | 36     |
| 4º      | League Two           | 5              | 2016-2017 | 2025-2026       | 36     |
| 5º      | Conference           | 5              | 1998-1999 | 1998-1999       | 5      |